# Bornholmsmodellen
Bornholmsmodellen är en fonologisk pedagogik för språkinlärning för barn i förskola och förskoleklass.
Modellen har sitt ursprung i ett projekt på Bornholm åren 1986–1988 under ledning av Ingvar Lundberg.
Lundberg kunde där tillsammans med övriga forskare konstatera vilken avgörande betydelse språklekar har för förskolebarnets förmåga att lära sig läsa och för att förstå språkets uppbyggnad och funktion, där rimmen, ramsorna, verserna och sångerna är fundamentala lustfyllda verktyg.
Modellen har sedan utvecklats av Ingrid Häggström, forskare i pedagogik vid Umeå universitet (åren 1992–2003) och senare vid Linköpings universitet (2003–2014). Modellen har spridits till flera länder.